# Voile aux Jeux olympiques d'été de 2020
Pour des articles plus généraux, voir Jeux olympiques d'été de 2020 et Voile aux Jeux olympiques.
Navigation
Rio de Janeiro 2016 Paris 2024
Les épreuves de voile lors des Jeux olympiques d'été de 2020 se tiennent à Tokyo, au Japon. Initialement prévu du 26 juillet au 5 août 2020, les épreuves subissent le report des Jeux en 2021 en raison de la pandémie de Covid-19 et sont reprogrammées du 25 juillet au 4 août 2021. Les épreuves se déroulent, comme lors des Jeux d'été de 1964, au sein du port d'Eno-shima situé sur une petite île dans la baie de Sagami. Dix finales figurent au programme de cette compétition (5 masculines, 4 féminines et une mixte), soit le même nombre que lors de la précédente édition des Jeux à Rio de Janeiro.

## Organisation

### Calendrier
| Q | Qualification | F | Finale |

| Date         | Dim 25 | Lun 26 | Mar 27 | Mer 28 | Jeu 29 | Ven 30 | Sam 31 | Dim 1 | Lun 2 | Mar 3 | Mer 4 |
| ------------ | ------ | ------ | ------ | ------ | ------ | ------ | ------ | ----- | ----- | ----- | ----- |
| Hommes       |        |        |        |        |        |        |        |       |       |       |       |
| Laser        | Q      | Q      | Q      |        |        | Q      |        | F     |       |       |       |
| Finn         |        |        | Q      | Q      | Q      |        | Q      | Q     |       | F     |       |
| RS:X         | Q      | Q      |        | Q      | Q      |        | F      |       |       |       |       |
| 470          |        |        |        | Q      | Q      | Q      |        | Q     |       | Q     | F     |
| 49er         |        |        | Q      | Q      | Q      | Q      | Q      |       |       | F     |       |
| Femmes       |        |        |        |        |        |        |        |       |       |       |       |
| Laser Radial | Q      | Q      | Q      |        |        | Q      |        | F     |       |       |       |
| RS:X         | Q      | Q      |        | Q      | Q      |        | F      |       |       |       |       |
| 470          |        |        |        | Q      | Q      | Q      |        | Q     |       | Q     | F     |
| 49er FX      |        |        | Q      | Q      | Q      | Q      | Q      |       |       | F     |       |
| Mixte        |        |        |        |        |        |        |        |       |       |       |       |
| Nacra 17     |        |        |        | Q      | Q      |        | Q      | Q     |       | F     |       |

### Les épreuves
| Épreuves                                           | Hommes             | Hommes              | Femmes             | Femmes              |
| Épreuves                                           | Nombres de bateaux | Nombres de sportifs | Nombres de bateaux | Nombres de sportifs |
| -------------------------------------------------- | ------------------ | ------------------- | ------------------ | ------------------- |
| Laser / Laser Radial (dériveur léger en solitaire) | 35                 | 35                  | 44                 | 44                  |
| Finn (dériveur lourd en solitaire)                 | 35                 | 35                  | NC                 | NC                  |
| 470 (dériveur en double)                           | 19                 | 38                  | 21                 | 42                  |
| 49er / 49erFX (skiff en double)                    | 19                 | 38                  | 21                 | 42                  |
| RS:X (planche à voile)                             | 25                 | 25                  | 27                 | 27                  |
| Nacra 17 (catamaran en double)                     | 20                 | 20                  | NC                 | 20                  |

## Participation

### Critères de qualifications
Le nombre de navigateurs en compétition est passé de 380 à 350, avec une répartition égale entre hommes et femmes. Chaque comité national ne peut qualifier qu’un seul équipage par épreuve.
Les épreuves qualificatives sont les championnats du monde de voile 2018 et 2019, les Jeux asiatiques de 2018), les Jeux panaméricains de 2019, des tournois de qualification olympique (Afrique, Asie, Océanie, Europe, Amérique du Nord, Amérique du Sud).
Le Japon en tant que pays hôte a un quota par classe et une commission tripartite se réserve le droit d'inviter 4 places pour les épreuves de Laser.
| Event              | 2018 WC | 2018 ASG | 2019 PAG | 2019 WC | AFR    | ASI    | OCE    | EUR    | NAM    | SAM    | Hôte   | Tri.   | Total  |
| Hommes             | Hommes  | Hommes   | Hommes   | Hommes  | Hommes | Hommes | Hommes | Hommes | Hommes | Hommes | Hommes | Hommes | Hommes |
| ------------------ | ------- | -------- | -------- | ------- | ------ | ------ | ------ | ------ | ------ | ------ | ------ | ------ | ------ |
| RS:X class         | 10      | 0        | 0        | 8       | 1      | 1      | 1      | 1      | 1      | 1      | 1      | 0      | 25     |
| Laser class        | 14      | 1        | 2        | 5       | 2      | 1      | 1      | 2      | 2      | 2      | 1      | 2      | 35     |
| Finn class         | 8       | 0        | 0        | 4       | 1      | 1      | 1      | 1      | 1      | 1      | 1      | 0      | 19     |
| 470 class          | 8       | 0        | 0        | 4       | 1      | 1      | 1      | 1      | 1      | 1      | 1      | 0      | 19     |
| 49er class         | 8       | 0        | 0        | 4       | 1      | 1      | 1      | 1      | 1      | 1      | 1      | 0      | 19     |
| Femmes             |         |          |          |         |        |        |        |        |        |        |        |        |        |
| RS:X class         | 11      | 0        | 0        | 9       | 1      | 1      | 1      | 1      | 1      | 1      | 1      | 0      | 27     |
| Laser Radial class | 18      | 1        | 2        | 10      | 2      | 1      | 1      | 2      | 2      | 2      | 1      | 2      | 44     |
| 470 class          | 8       | 0        | 0        | 6       | 1      | 1      | 1      | 1      | 1      | 1      | 1      | 0      | 21     |
| 49erFX class       | 8       | 0        | 0        | 7       | 0      | 1      | 1      | 1      | 1      | 1      | 1      | 0      | 21     |
| Mixte              |         |          |          |         |        |        |        |        |        |        |        |        |        |
| Nacra 17           | 8       | 0        | 0        | 5       | 1      | 1      | 1      | 1      | 1      | 1      | 1      | 0      | 20     |

## Compétition

### Résultats

#### Hommes
| Épreuves | Or                            | Argent                           | Bronze                         |
| -------- | ----------------------------- | -------------------------------- | ------------------------------ |
| Laser    | Matthew Wearn                 | Tonči Stipanović                 | Hermann Tomasgaard             |
| Finn     | Giles Scott                   | Zsombor Berecz                   | Joan Cardona Méndez            |
| RS:X     | Kiran Badloe                  | Thomas Goyard                    | Bi Kun                         |
| 470      | Mathew Belcher William Ryan   | Anton Dahlberg Fredrik Bergström | Jordi Xammar Nicolás Rodríguez |
| 49er     | Dylan Fletcher Stuart Bithell | Peter Burling Blair Tuke         | Erik Heil Thomas Plössel       |

#### Femmes
| Épreuves     | Or                           | Argent                            | Bronze                            |
| ------------ | ---------------------------- | --------------------------------- | --------------------------------- |
| Laser Radial | Anne-Marie Rindom            | Josefin Olsson                    | Marit Bouwmeester                 |
| RS:X         | Lu Yunxiu                    | Charline Picon                    | Emma Wilson                       |
| 470          | Hannah Mills Eilidh McIntyre | Agnieszka Skrzypulec Jolanta Ogar | Camille Lecointre Aloïse Retornaz |
| 49er FX      | Martine Grael Kahena Kunze   | Tina Lutz Susann Beucke           | Annemiek Bekkering Annette Duetz  |

#### Mixte
| Épreuves | Or                          | Argent                  | Bronze                         |
| -------- | --------------------------- | ----------------------- | ------------------------------ |
| Nacra 17 | Ruggero Tita Caterina Banti | John Gimson Anna Burnet | Paul Kohlhoff Alica Stuhlemmer |

## Tableau des médailles
- Pays organisateur (Japon)

| Rang  | Nation           | Or | Argent | Bronze | Total |
| ----- | ---------------- | -- | ------ | ------ | ----- |
| 1     | Grande-Bretagne  | 3  | 1      | 1      | 5     |
| 2     | Australie        | 2  | 0      | 0      | 2     |
| 3     | Pays-Bas         | 1  | 0      | 2      | 3     |
| 4     | Chine            | 1  | 0      | 1      | 2     |
| 5     | Brésil           | 1  | 0      | 0      | 1     |
| 5     | Danemark         | 1  | 0      | 0      | 1     |
| 5     | Italie           | 1  | 0      | 0      | 1     |
| 8     | France           | 0  | 2      | 1      | 3     |
| 9     | Suède            | 0  | 2      | 0      | 2     |
| 10    | Allemagne        | 0  | 1      | 2      | 3     |
| 11    | Croatie          | 0  | 1      | 0      | 1     |
| 11    | Hongrie          | 0  | 1      | 0      | 1     |
| 11    | Nouvelle-Zélande | 0  | 1      | 0      | 1     |
| 11    | Pologne          | 0  | 1      | 0      | 1     |
| 15    | Espagne          | 0  | 0      | 2      | 2     |
| 16    | Norvège          | 0  | 0      | 1      | 1     |
| Total | Total            | 10 | 10     | 10     | 30    |